# Farma
Der Farma ist ein 34 km langer Fluss in der Region Toskana in Italien, der die Provinzen Grosseto und Siena von Westen nach Osten durchquert und bei Pian di Rocca (Ortsteil von Monticiano) als rechter Nebenfluss in den Merse mündet.

## Verlauf
Der Fluss entspringt in der Hügelkette Colline Metallifere ca. 11 km südlich von Montieri (Provinz Grosseto) und 9 km nordwestlich von Roccastrada nördlich des Ortsteils Roccatederighi. Das Gemeindegebiet von Montieri verlässt der Fluss nach ca. 3 km und tritt in das von Roccastrada ein, wo er sich 16 km lang aufhält. Er durchfließt das Naturschutzgebiet Riserva naturale La Pietra und gelangt nach Torniella (Ortsteil von Roccastrada). Danach tritt er wieder in die Provinz Siena ein, wo er der Gemeinde Monticiano 15 km lang erhalten bleibt. In den Naturparks Riserva naturale Belagaio und Riserva Naturale Farma kehrt er in die Provinz Grosseto zurück, wo er seine letzten 4 km in der Gemeinde Civitella Paganico verbringt. Hier passiert er zunächst den Ortsteil Bagni di Petriolo (Monticiano, ist hier Grenzfluss zwischen Monticiano (SI) und Civitella Paganico (GR)) mit seinen Thermen, um kurz danach als rechter Nebenfluss in die Merse zu münden und mit ihr wenige Meter später in den Ombrone zu fließen.

## Naturparks
An der Farma und im Farmatal (Val di Farma) liegen die Naturparks Riserva naturale La Pietra, Riserva naturale Belagaio und Riserva Naturale Farma.

## Bilder

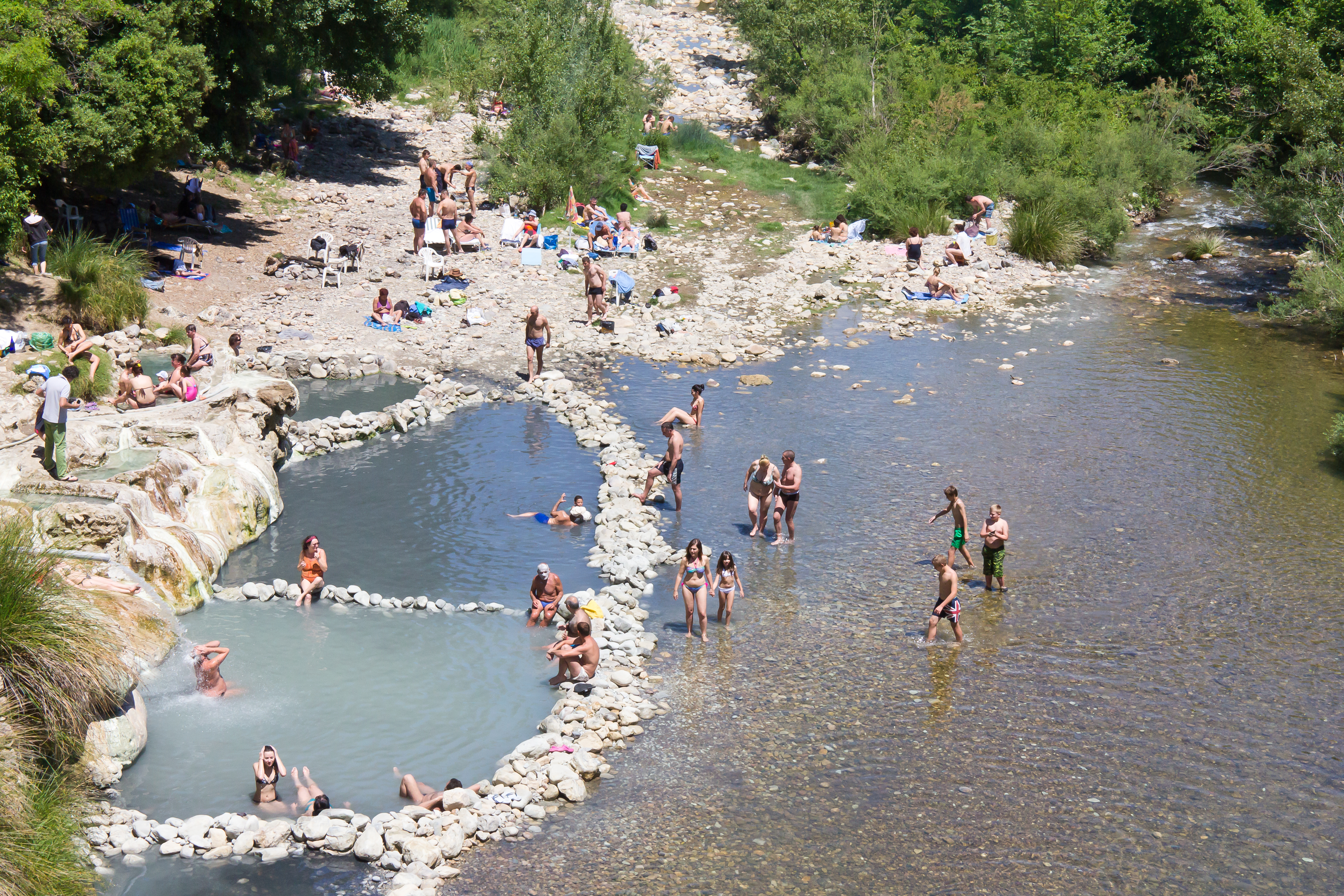
Der Farma bei Bagni di Petriolo, wo Menschen im Thermalwasser baden, das dort in den Fluss fließt
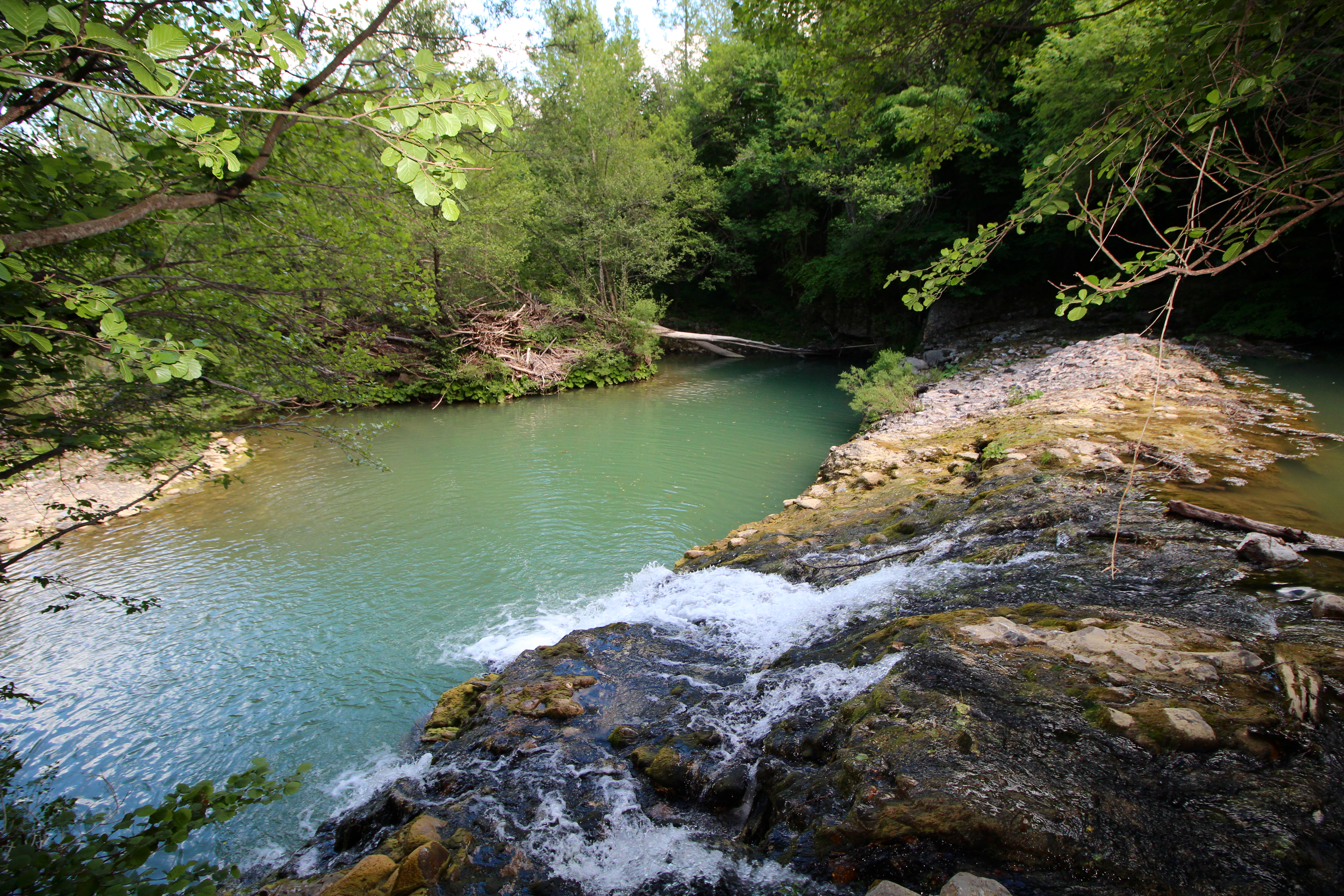
Der Farma südöstlich von Scalvaia